# Anna Catharina de Quintana
Anna Catharina de Quintana (getauft 19. September 1668 in Brüssel; gestorben 9. März 1755 in Leiden) war eine niederländische Schauspielerin und Theaterregisseurin.

## Leben
Anna Catharina de Quintana war die Tochter des Kommissars für die Musterung Jacques de Quintana und von Marie Catharina du Cellier (gest. 1669). Sie wuchs in einer wohlhabenden katholischen Familie auf. Ihre Eltern starben früh und als sie den Witwer, Schauspieler und Theaterregisseur Jacob van Rijndorp (1663–1720) traf, heiratete sie ihn 1692 in Den Haag. Aus der Ehe gingen fünf Kinder hervor, von denen drei Töchter das Erwachsenenalter erreichten. Maria (1694–1760), Isabella (1695–1770) und Adriana (1698–1753) wurden ebenfalls Schauspielerinnen.
Van Rijndorp betrieb ein Theater in Den Haag, war Eigentümer des Leidener Theaters und Leiter einer Theatergruppe, der „Compagnie van de Haagse en Leidse Schouwburgen“. So gelangte Anna de Quintana durch ihre Heirat in die Welt des Schauspiels. Seine „Compagnie“ trat in den festen Häusern auf, zudem reiste er mit der Truppe zu den niederländischen Sommermessen und durch Europa. Anna de Quintana trat als Schauspielerin der Truppe bei, später wurden auch ihre Töchter als Schauspielerinnen in die Truppe aufgenommen.
Jacob van Rijndorp starb 1720 und Anna de Quintana führte als Witwe die Theatergesellschaft weiter. Zunächst half ihr dabei der Schauspieler Jan van Hoven (1681–1750). Doch danach gelang es ihr, die Theater in Den Haag und Leiden alleine zu leiten. Das bedeutete, sich mit den Stadtbehörden zu beraten, das Repertoire festzulegen und Spieler und Musiker einzustellen. Sie beteiligte ihre Tochter Isabella am Betrieb des Leidener Theaters. Und jeden Sommer unterstützte sie ihre Tochter Maria, die die „Compagnie“ leitete, während der Tour der Truppe über die Jahrmärkte in Holland. Auslandsreisen wurden nicht mehr unternommen.
Nachdem die „Compagnie“, die ihre Tochter Maria geleitet hatte, 1729 in wirtschaftliche Schwierigkeiten geraten und schließlich aufgelöst worden war und auch der Betrieb des Haager Theaters bereits eingestellt worden war, trat das Problem auf, dass es auch für die Leidse Schouwburg keine Darsteller mehr gab. Da sie für diese Bühne im Jahr 300 Gulden als eine Art Steuer an den Stadtrat zu zahlen hatte, ging sie dazu über, das Theater an andere Truppen zu vermieten. Dank des Netzwerkes, welches sie zuvor bereits aufgebaut hatte, gelang es ihr fast immer, einen Mieter für das Haus zu finden. Viel Abwechslung bot das Theaterangebot jedoch nicht: Jahrelang trat eine Truppe französischer Schauspieler aus Den Haag auf, teilweise im Wechsel mit Spielern des Amsterdamer Theaters.
Gegen Ende ihres Lebens erblindete Anna de Quintana, doch sie war eine wohlhabende Frau. Ihr Mann hatte sie recht gut versorgt und ihr Anleihen im Wert von 3600 Gulden hinterlassen, zudem brachte auch die Vermietung des Leidener Theaters Einnahmen. Sie hinterließ ein beträchtliches Erbe. Anna de Quintana starb am 9. März 1755 in dem Haus neben dem Leidener Theater an der Oude Vest, das sie 1722 gekauft hatte.